# Chott Merouane
Chott Merouane är en periodisk våtmark i Algeriet.   Den ligger i provinsen El Oued, i den norra delen av landet, 400 km sydost om huvudstaden Alger.